# Odoleni, Dolj
Odoleni este un sat în comuna Melinești din județul Dolj, Oltenia, România. 
.
Altitudine medie: 207m.
 Acest articol despre o localitate din județul Dolj este deocamdată un ciot. Puteți ajuta Wikipedia prin completarea lui.